# Anne Lück
Anne Lück (* 9. Mai 1979 in Lahn-Gießen) ist eine deutsche Illustratorin.

## Leben
Nach einem Basisstudium an der Freien Kunstschule Stuttgart studierte sie Malerei und Visuelle Kommunikation an der Muthesius Kunsthochschule Kiel und der Academie Beeldende Kunsten in Maastricht und schloss dort 2005 mit dem Bachelor ab.
Anne Lück arbeitet seit 2006 als freiberufliche Illustratorin für Kunden wie Adidas, Fortune, Die Zeit, Cosmopolitan und die Bayerischen Staatsforsten. Ihr Arbeiten wurden u. a. in Illusive III des Gestalten Verlags, Illustration Now! 4 des Taschen Verlags und 200 Best Illustrators worldwide von Lürzer´s Archiv veröffentlicht.
Sie ist eine von 100 Künstlern in der Alfa Romeo Art Collection, unterstützt das Berliner Kunstprojekt DeerBln und wird u. a. von der Galerie Isabelle Lesmeister vertreten.
Sie lebt in Potsdam.

## Publikationen
2007
- in: Freistil 3. Schmidt, Mainz 2007, ISBN 978-3-87439-716-2.
- in: Sonja Eismann: Hot Topic. Popfeminismus heute 2007, ISBN 978-3-931555-75-7.
- in: Walter Lürzer: 200 Best Illustrators Worldwide. Showcase Archive, 2007, ISBN 978-3-902393-06-7.

2008
- in: Charles Hively: 3x3 Illustration Annual No. 4. Sponsored by 3x3 Magazine. 2008, ISBN 978-0-9755158-5-3.
- in: Charles Hively: Three by Three Illustration Directory 2007. Curated by 3x3, the Magazine of Contemporary Illustration. 2008, ISBN 978-0-9755158-4-6.

2009
- in: Charles Hively: 3x3 Illustration Directory 2009. Illo 09. 2010, ISBN 978-0-9819405-0-2.
- in: Raban Ruddigkeit: Freistil Black. 2009, ISBN 978-3-87439-769-8.
- in: Walter Lürzer: 200 best illustrators worldwide 09/10. Lürzer, Salzburg 2009, ISBN 978-3-902393-08-1.
- in: R. Klanten, H. Hellige (Editor): Illusive: Contemporary Illustration Part 3. Die Gestalten Verlag, ISBN 978-3-89955-250-8.
- in: Martin Dawber: Big Book of Contemporary Illustration. B T Batsford, 2009, ISBN 978-1-906388-31-7.
- in: Claudia Herling: Index Illustration. Hüthig Jehle Rehm, 2009, ISBN 978-3-8266-5958-4.

2010
- in: Charles Hively: 3x3 Illustration Directory 2010. 2010, ISBN 978-0-9819405-2-6.
- Angelika von Nordenskjöld (Autorin), Anne Lück (Illustratorin): König und Narr. Das Leben gedichtet und illustriert Frieling, 2010, ISBN 978-3-8280-2799-2.

2011
- in: Walter Lürzer: 200 best illustrators worldwide 11/12. Lürzer Salzburg 2009, ISBN 978-3-902393-14-2.
- in: Charles Hively: 3x3 Illustration Directory 2011. i11o. 2011, ISBN 978-0-9819405-5-7.
- in: Martin Dawber: Great Big Book Of Fashion Illustration. B T Batsford, 2011, ISBN 978-1-84994-003-0.
- in: Julius Wiedemann: Illustration Now! Vol. 4 Taschen, 2011, ISBN 978-3-8365-2423-0.
- Jolanta Gatzanis (Herausgeberin), Anne Lück (Illustratorin): Der Geist ist willig, doch das Fleisch macht schlapp. Gatzanis, 2011, ISBN 978-3-932855-18-4.

2012
- Eva Mayer (Autorin), Anne Lück (Illustratorin): Meine Wechseljahre. Gatzanis, 2012, ISBN 978-3-932855-39-9.
- in: zitty spezial: DAS BERLIN BUCH. Zitty Verlag, Ausgabe 2013, ISBN 978-3-922158-70-7.
- in: zeixs: Poster Design 2. Feierabend Unique Books, 2012, ISBN 978-3-939998-86-0.
- in: zeixs: Illustration 2. Feierabend Unique Books, 2012, ISBN 978-3-939998-84-6.

2013
- in: Illustration Now Tear-off Calendar 2014 Taschen, 2013, ISBN 978-3-8365-4609-6.